# Brug Nauwe Gein
De Brug Nauwe Gein, Dorpsbrug, Clapbrug/Klapbrug of Centrumbrug Abcoude is een beweegbare ophaalbrug in het centrum van het tot de gemeente de Ronde Venen behorende dorp Abcoude. De brug verbindt het Kerkplein met de Hoogstraat en voert over het Nauwe Gein. Aan de zuidzijde van de brug ligt de Stationstraat welke echter niet meer naar het station Abcoude voert dat sinds 2007 is verplaatst naar het noorden.
De brug is met name ten opzichte van de breedte in de lengte gezien zeer smal omdat het Nauwe Gein daar ter plekke ook zeer smal is. Tot voor kort waren alleen aan de zijde van het Kerkplein slagbomen aanwezig terwijl aan de andere kant men bij geopende brug door het geopende brugdek werd tegengehouden. Heden ten dage zijn aan de kant van het Kerkplein ook slagbomen aanwezig. De brug is aan de bovenkant in het voorjaar, zomer en begin najaar versierd met bloembakken en voorzien van verlichting met gloeilampen. De brug wordt alleen op telefonische verzoek ter plekke bediend. 

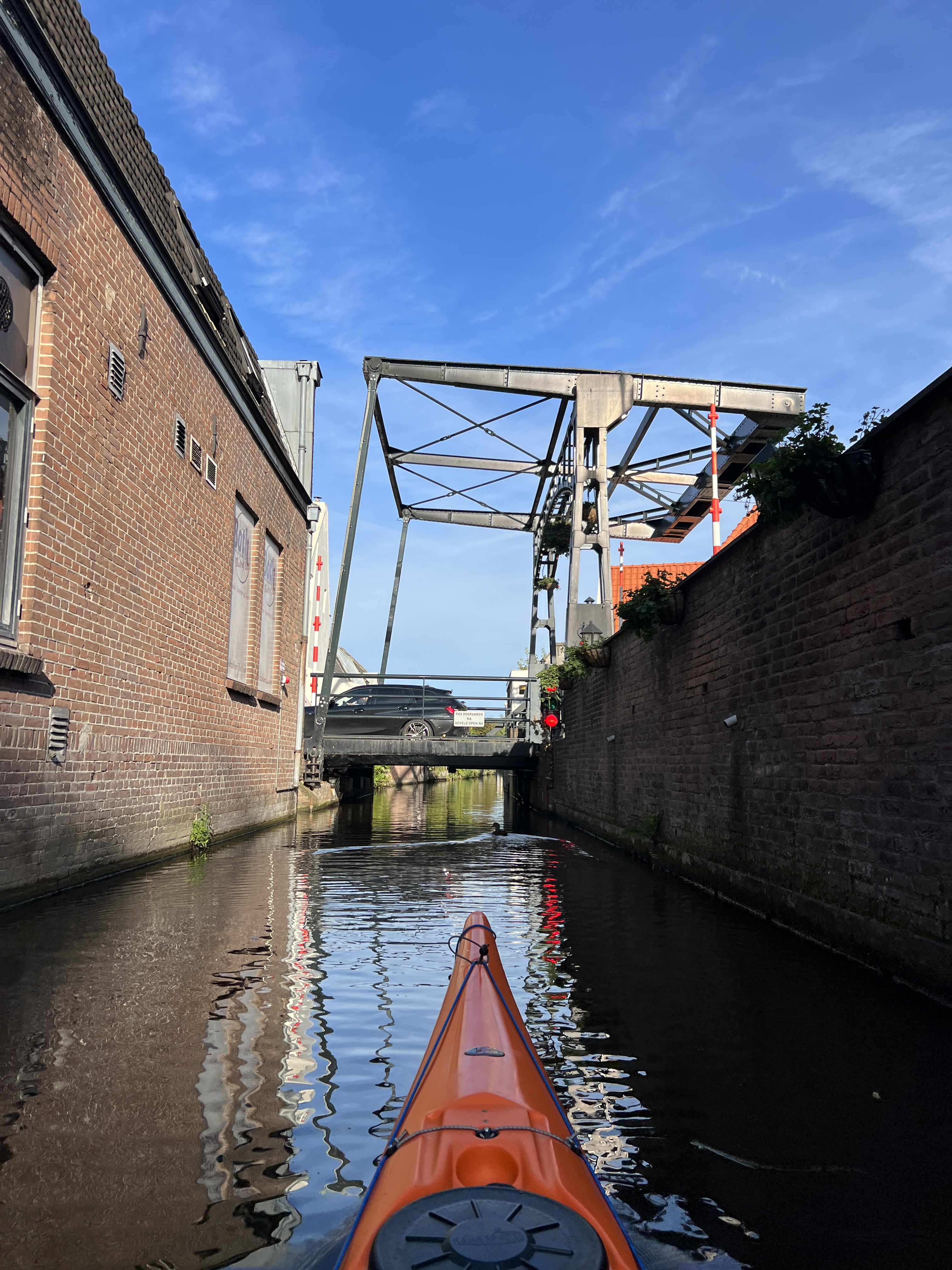
De brug gezien vanaf het water van het Gein naar het noorden

Ondanks dat het een smalle brug is wordt de brug intensief door het verkeer gebruikt waaronder ook buslijn 120 van Syntus Utrecht.  
Tussen januari en maart 2021 is het wegdek van de brug gerenoveerd.